# Искерский, Карл Карлович
Карл Карлович Искерский (1827—1894) — русский медик, корпусный врач 1-го армейского корпуса; тайный советник. Участник обороны Севастополя во время Крымской войны.

## Биография
Родился в 1827 году в дворянской семье в Волынской губернии.
В 1849 году окончил медицинский факультет Киевского университета и в том же году был определён на службу в Севастопольский военно-сухопутный госпиталь. В 1852 году после защиты диссертации удостоен степени доктора медицины. С 1853 года служил в том же госпитале в качестве хирурга и главного лекаря. Участвовал в обороне Севастополя в 1854–1855 годах.
В 1856—1859 годах заведовал глазным отделением Киевского военного госпиталя. В 1859 году был переведён старшим лекарем в лейб-гвардии уланский полк. В 1862–1877 годах был старшим лекарем лейб-гвардии Стрелкового батальона Императорской фамилии.
С 1877 года, во время русско-турецкой войны был помощником военно-медицинского инспектора армии. С 8 октября 1878 года — действительный статский советник, а с 30 августа 1893 — тайный советник.
Одновременно с французским врачом Бито описал бляшки (пятна) на конъюнктиве глаза (бляшки Искерского-Бито); изучал развитие эпидемий (тифозных, холерных). Среди работ К. К. Искерского, сочинения посвященные оперативному лечению больных с пневмотораксом и пиопневмотораксом; вдовой посмертно были изданы записки: «Война 1877-78 гг. : Причины развития тифоз. эпидемий, от которых таяли наши войска во время войны 1877-78 гг. Меры против этого зла в будущем» (СПб.: тип. Н. В. Васильева, 1897. — [2], IV, 122 с., 1 л. фронт. (портр.), 3 л. табл.).
Умер в Санкт-Петербурге 7 (19) апреля 1894 года. Похоронен на Смоленском лютеранском кладбище.

## Награды
- орден Св. Анны 3-й ст. с мечами (1857)
- орден Св. Станислава 2-й ст. с императорской короной (1867)
- орден Св. Владимира 4-й ст. (1871)
- орден Св. Анны 2-й ст. (1874)
- орден Св. Станислава 1-й ст. (1882)
- орден Св. Анны 1-й ст. (1885)
- орден Св. Владимира 2-й ст. (1890)